# Monòpter (temple)
En arquitectura, un temple monòpter (del grec antic: μονόπτερος, 'd'una sola ala', derivat de μόνος 'únic' i πτερόν 'ala') és una edificació senzilla constituïda per una columnata circular que suporta un sostre sense cap mur. És un cas especial del temple perípter, amb un cercle de columnes al voltant de la cel·la. Quan el temple circular a més de les columnes també té una cel·la cilíndrica a dins, llavors es parla de monòpter-perípter.

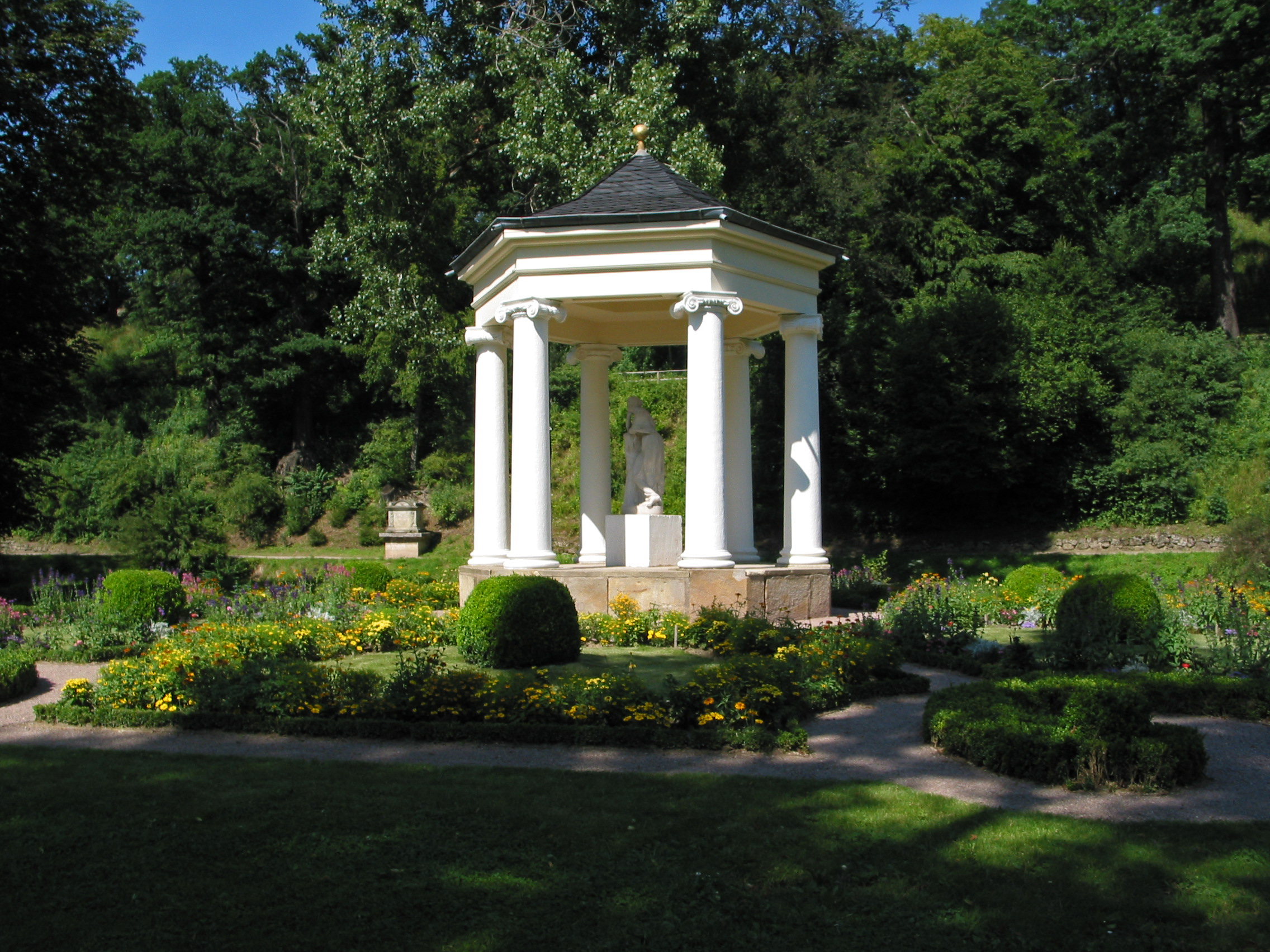
El Temple de les Muses de Tiefurt (Alemanya), de planta hexagonal
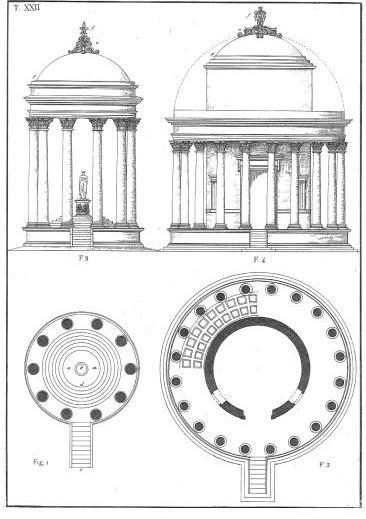
El temple monòpter i el monòpter-peripter en una il·lustració del tractat De architectura de Vitruvi, edició Amati (1829)
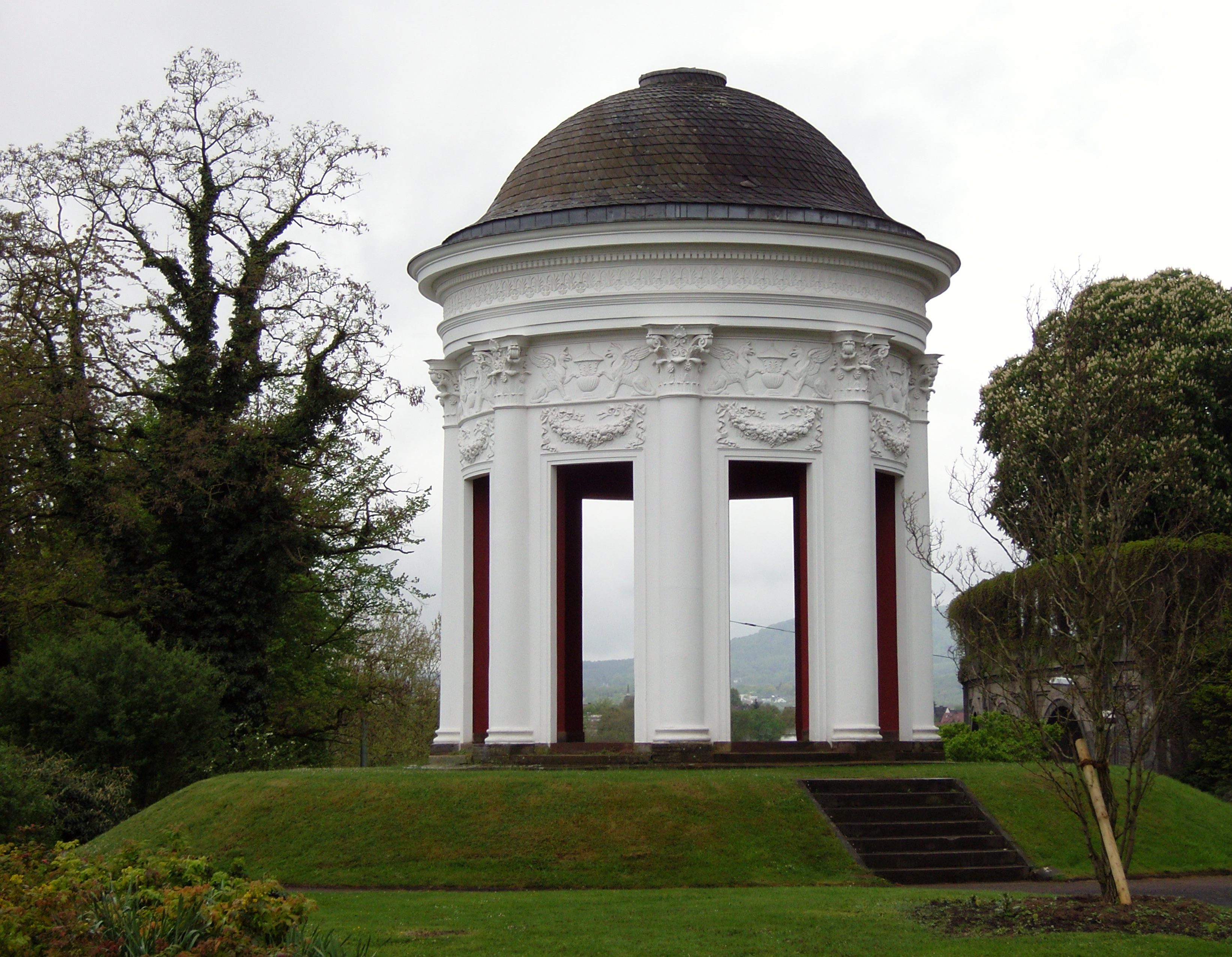
El Pavelló dels Esmorzars (Frühstückspavillon) en Kassel

A diferència d'un tolos (que, en sentit ampli, designa un temple circular), no hi ha una cel·la. No obstant això, a l'antiga Grècia i especialment a l'antiga Roma, el terme era utilitzat també per designar un tolos. En aquella època, les edicacions monòpteres servien, entre altres coses, com una mena de baldaquí per aixoplugar una imatge a la qual es rendia culte. Un exemple és la Llanterna de Lisícrates a Atenes, malgrat haver tingut parets en els intercolumnis. En contrast, el temple de Roma i August, a l'Acròpoli d'Atenes, és un monòpter d'època romana, amb els intercolumnis ja lliures. Kyriacus Anconitanus, un viatger del segle xv, va anotar la inscripció que apareixia a l'arquitrau: «Ad praefatae Palladis Templi vestibulum».
A l'arquitectura barroca i clàssica, el monòpter, com a «temple de les muses», va ser un motiu popular en jardins anglesos i jardins francesos així com en alguns parcs alemanys, com al «Jardí Anglès» de Múnic i al parc Hayns d'Hamburg. Molts pous a parcs tenen l'aparença de monòpters.
Molts monòpters exhibeixen estructures decoratives semblants un pòrtic col·locat davant seu, que també tenen només una funció decorativa, perquè no són necessaris per proporcionar entrada a un temple que està obert per tot arreu. A més, sovint són descrits com a rotondes a causa de la planta circular, cosa que també succeeix amb els tholos. No obstant això, molts monòpters tenen plantes quadrades o poligonals que no poden ser descrites com a rotondes. Un exemple és el «Temple de les Muses» a la casa Tiefurt, que té una planta hexagonal.

## Temples monòpters a la Grècia antiga
El temple monòpter a l'antiga Grècia es construïa principalment en llocs de culte com a santuaris o oracles. La forma circular de l'edifici va fer que fos una idea més gran de perfecció i integritat que simbolitzava un contacte encara més estret amb la divinitat. De fet, sovint el temple circular, també anomenat tolos, contenia els símbols sagrats de la divinitat; altres vegades s'usava un temple circular per mostrar el poder i l'autoritat sagrada de la ciutat.

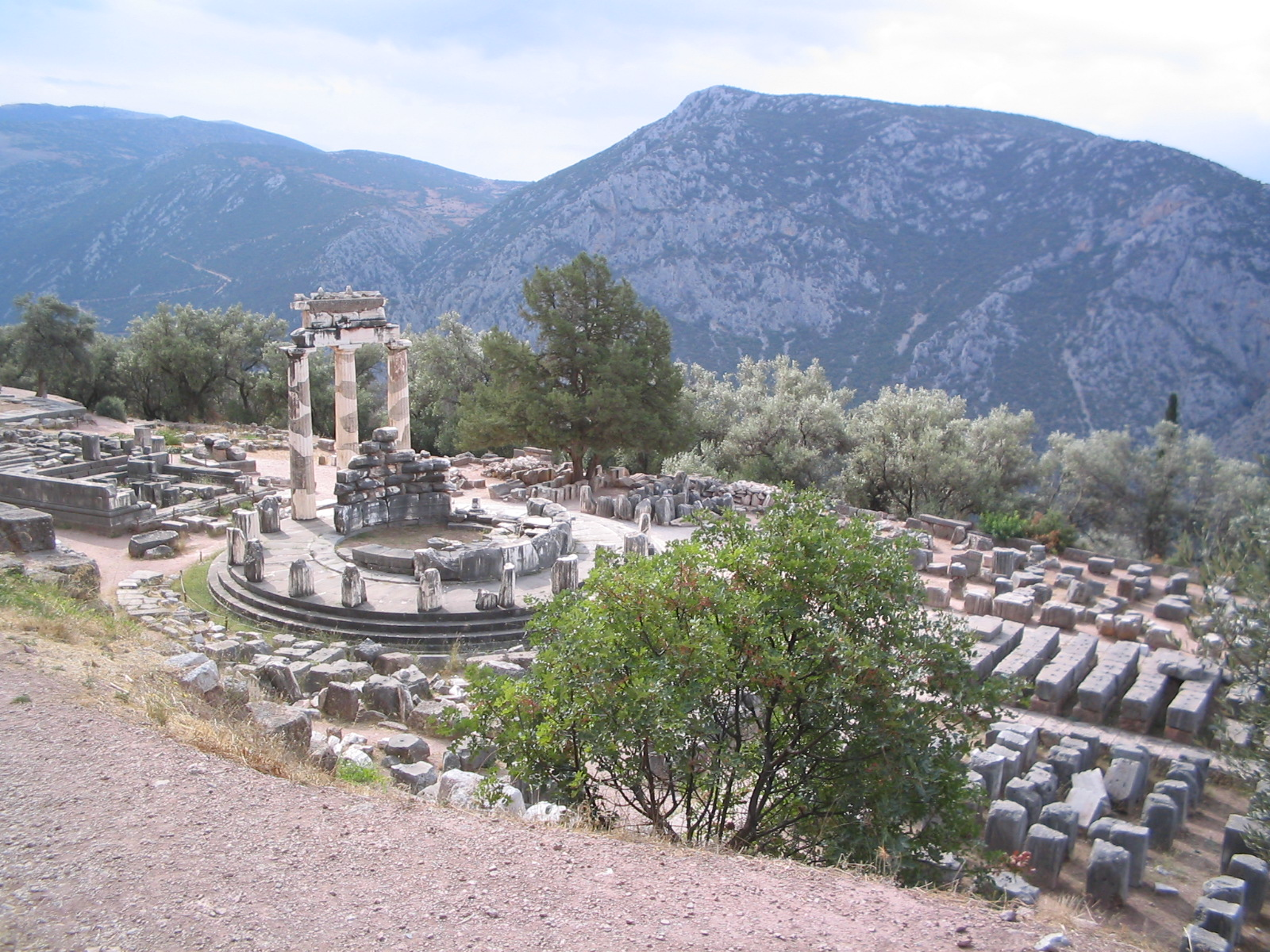
Temple d'Apol·lo en Delfos
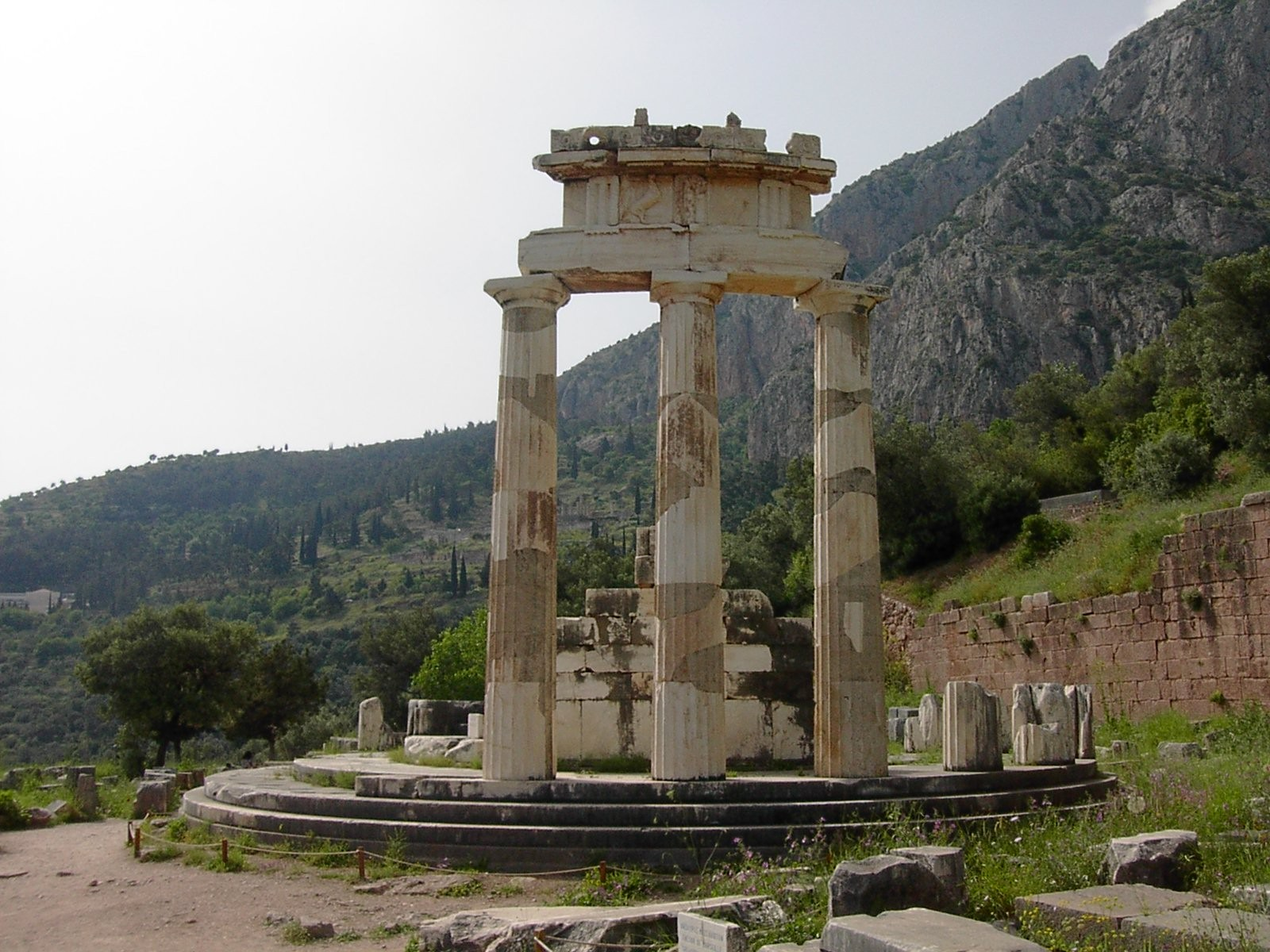
Tolos de Delfos
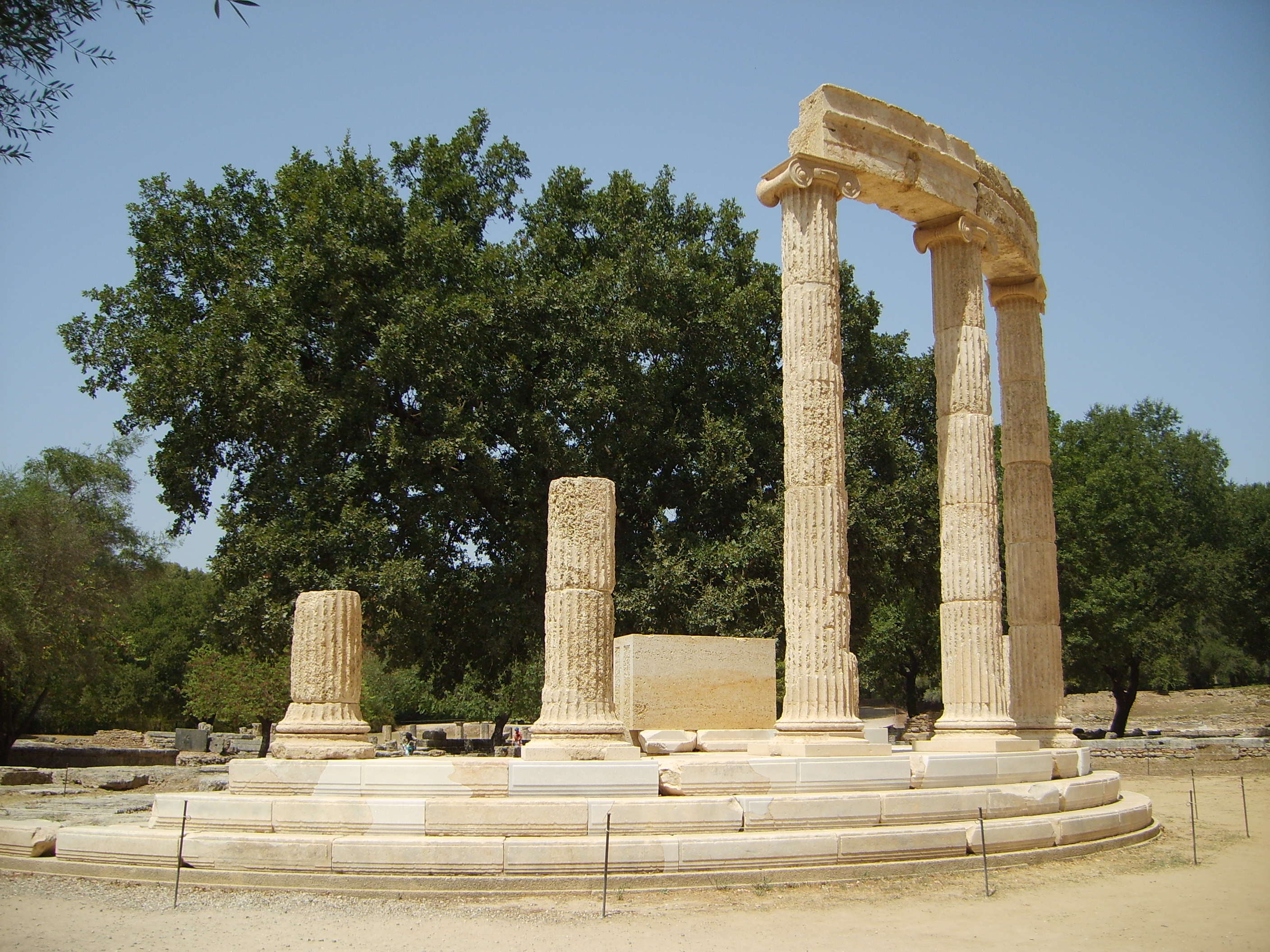
Filipeu d'Olímpia
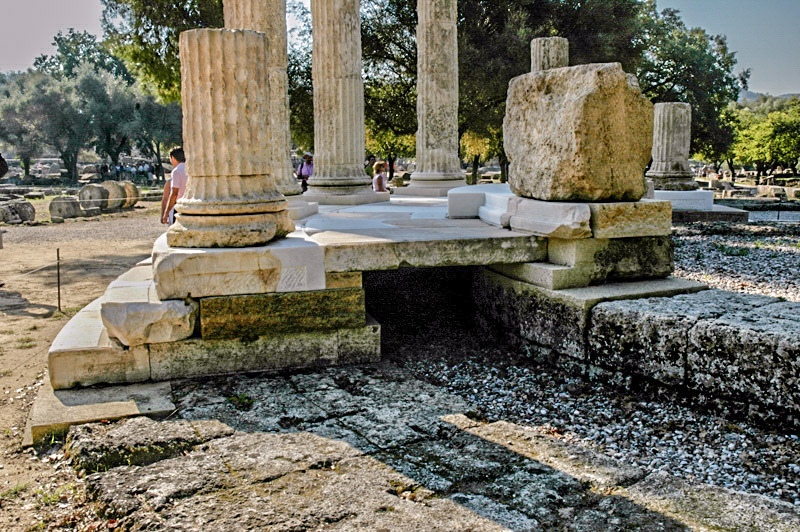
Detall del Filipeu

Els millors exemples de temples monòpters de l'arquitectura grega són els tolos d'Apol·lo a Delfos i el Filipeu a Olímpia. A Delfos, el temple abans esmentat tenia la funció sagrada més alta; es creia que Apol·lo va aparèixer en aquest lloc. En canvi, a Olímpia, el temple circular va ser construït en honor de Filip II de Macedònia entorn del segle iv aC.

## Temples monòpters a la Roma antiga
A Roma, en canvi, el temple circular va ser heretat com un lloc de culte molt important i com una simple edificació religiosa de petites dimensions. Els edificis circulars a l'antiga Roma són molt més nombrosos que no a Grècia, perquè aquestes edificacions han tingut més influència en l'estil arquitectònic romà-imperial.
L'edifici sagrat circular més gran de la zona greco-romana de la Mediterrània és sens dubte el gran temple romà republicà de l'àrea de Largo di Torre Argentina. El temple, amb sis columnes encara intactes, se suposa que correspon al temple construït pel cònsol Quint Lutaci Càtul, un col·lega de Gai Màrius, per celebrar la victòria contra els cimbris el 101 aC a Vercel·les, al Piemont.

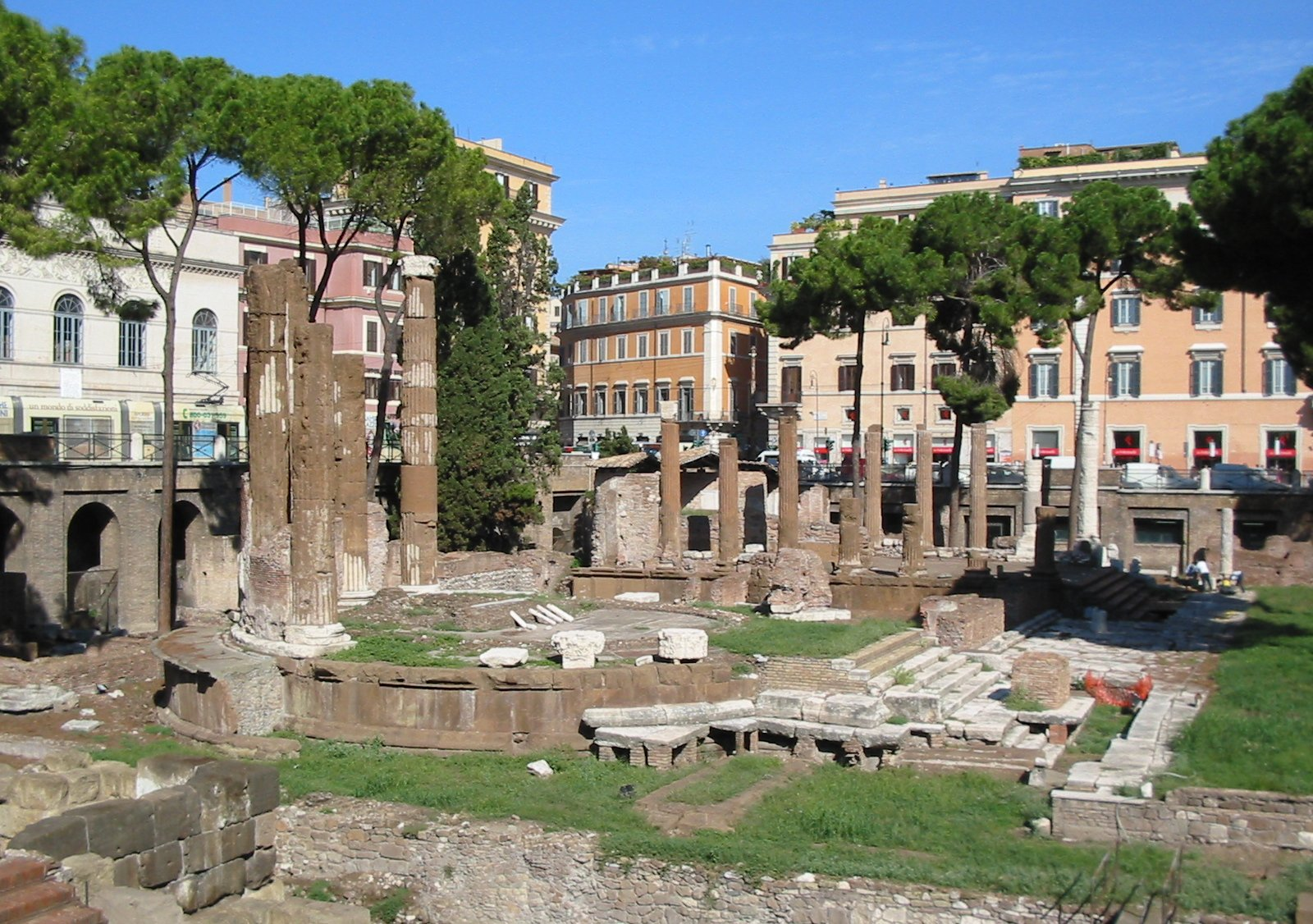
El temple B de l'àrea sagrada de Largo di Torre Argentina, dedicat a la Fortuna Huiusce Diei
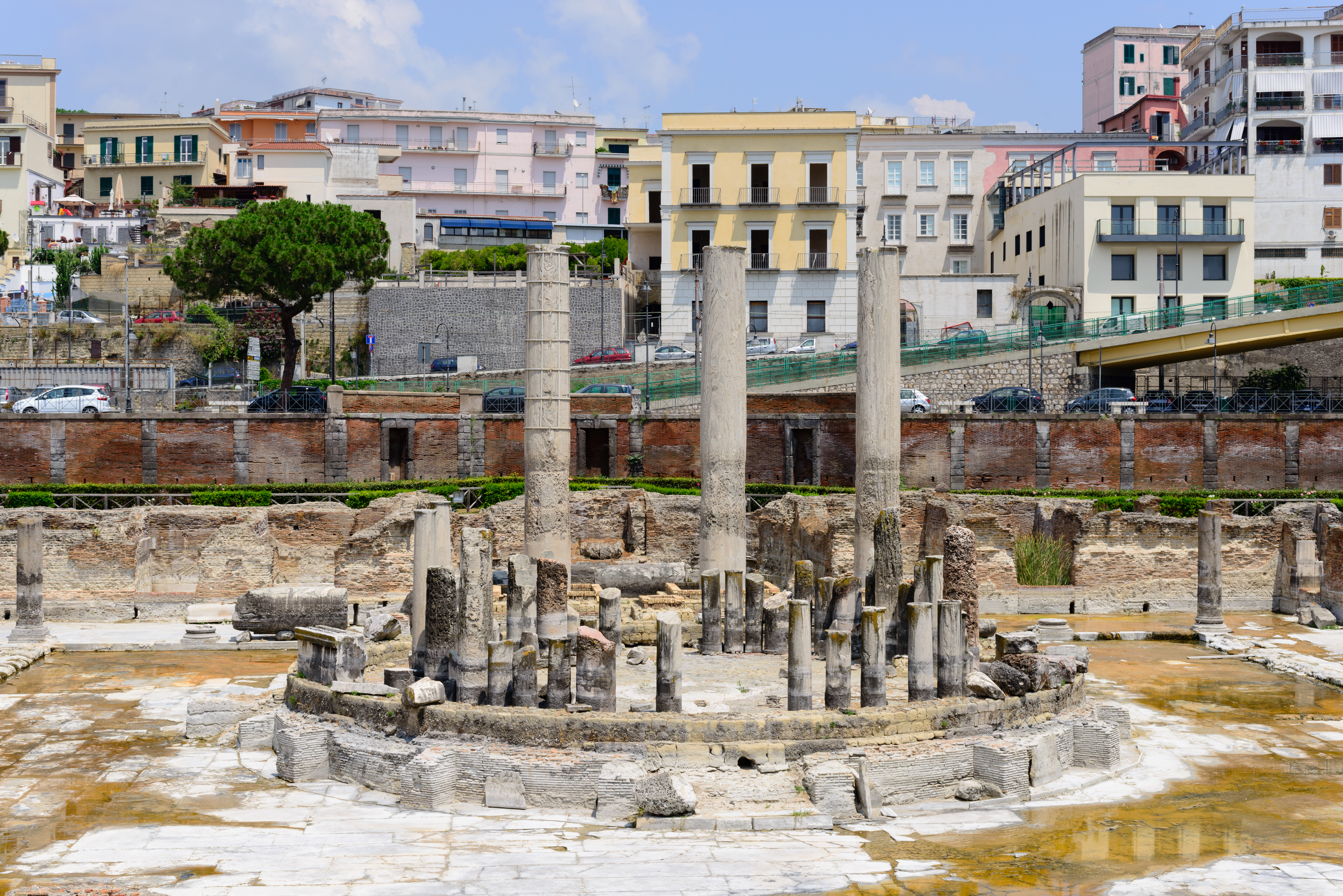
Ruïnes del Serapeu de Putèols

El temple Aedes Fortunae Huiusce Diei, que significa «La fortuna del present», estava dedicat a la deessa de la fortuna, que havia d'estar representada per l'estàtua gegant les restes de marbre de la qual, ara conservades als Museus Capitolins, es van trobar a prop del temple. Un petit monòpter circular també era part del complex del Temple de la Fortuna Primigènia a Preneste.
Hi ha molts altres exemples d'edificacions romanes sagrades de forma circular, com el Temple de Vesta al Fòrum Romà, que va ser de gran importància perquè va ser considerat el lloc sagrat de les vestals, així com també la seva llar. També són notables el Temple d'Hèrcules Víctor, al Fòrum Boari, i el Temple de Vesta a Tíbur, per al qual s'ha suggerit un origen molt antic amb una estructura de fusta, essencialment aliè a les influències gregues, posteriorment substituït per un edifici de pedra.
La tipologia també es va fer servir a les províncies de l'Imperi com a Atenes, on es va construir un temple circular dedicat a August i Roma a l'Acròpoli.

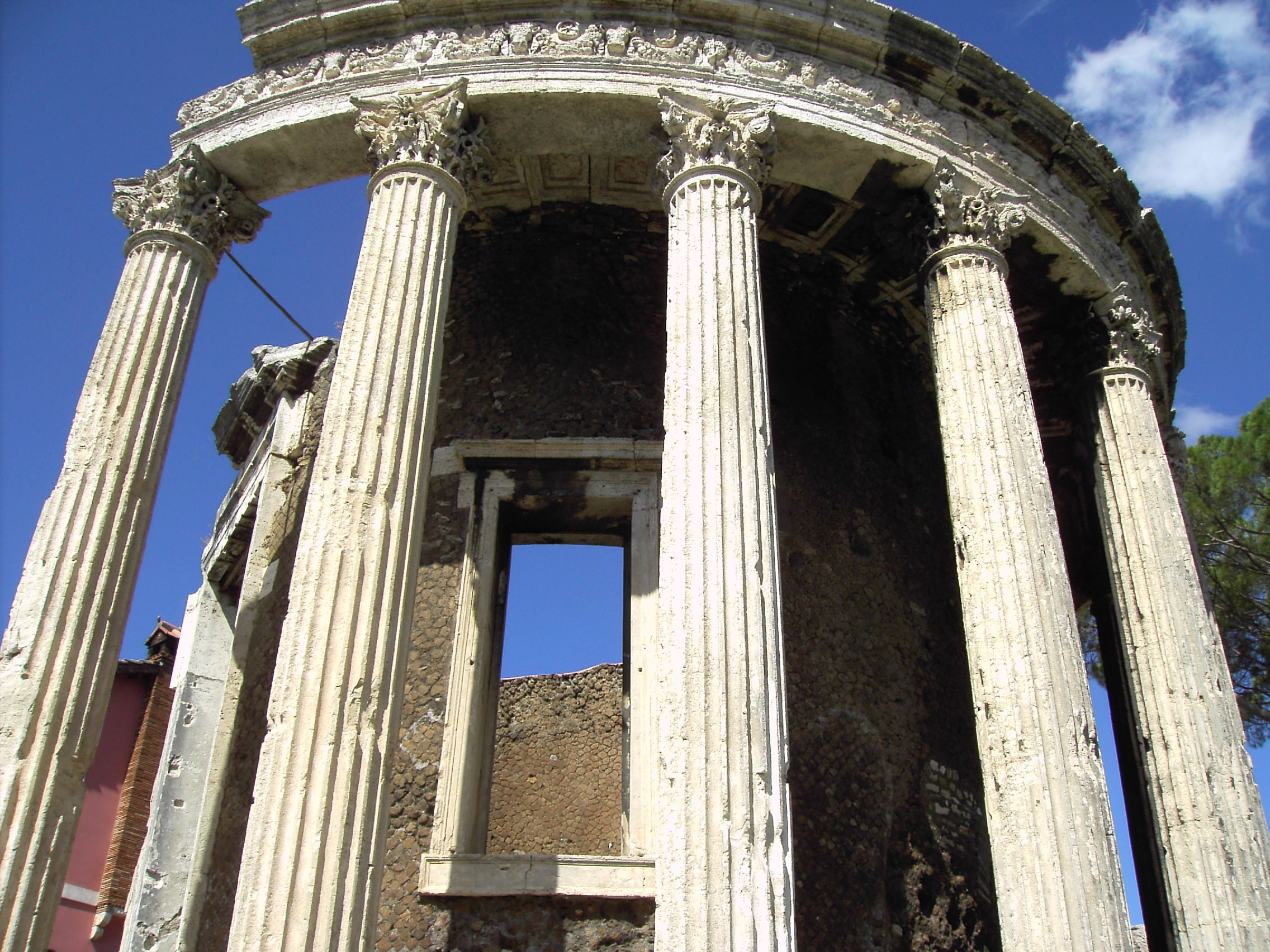
Temple de Vesta a Tíbur
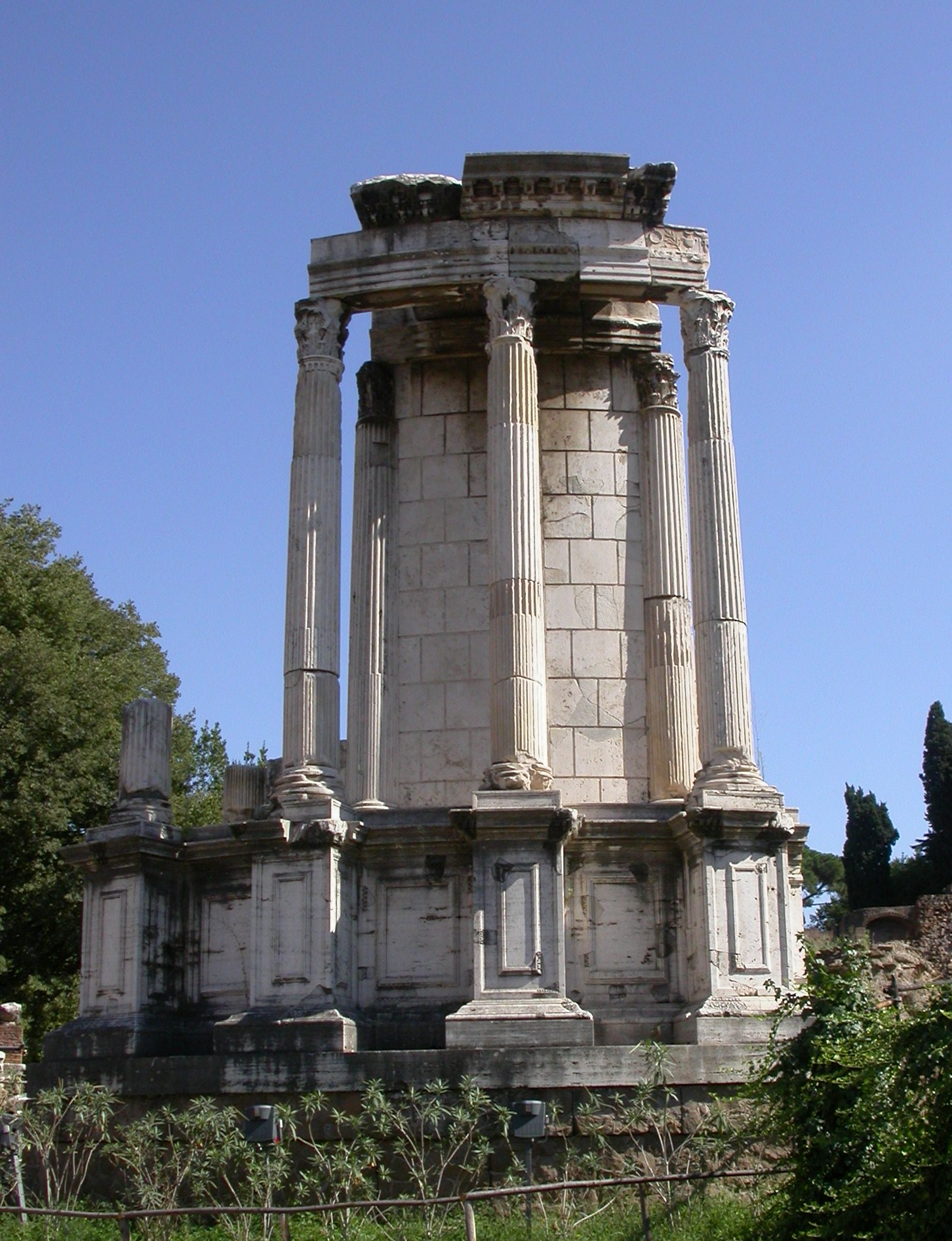
Ruïnes del Temple de Vesta, al Fòrum Romà
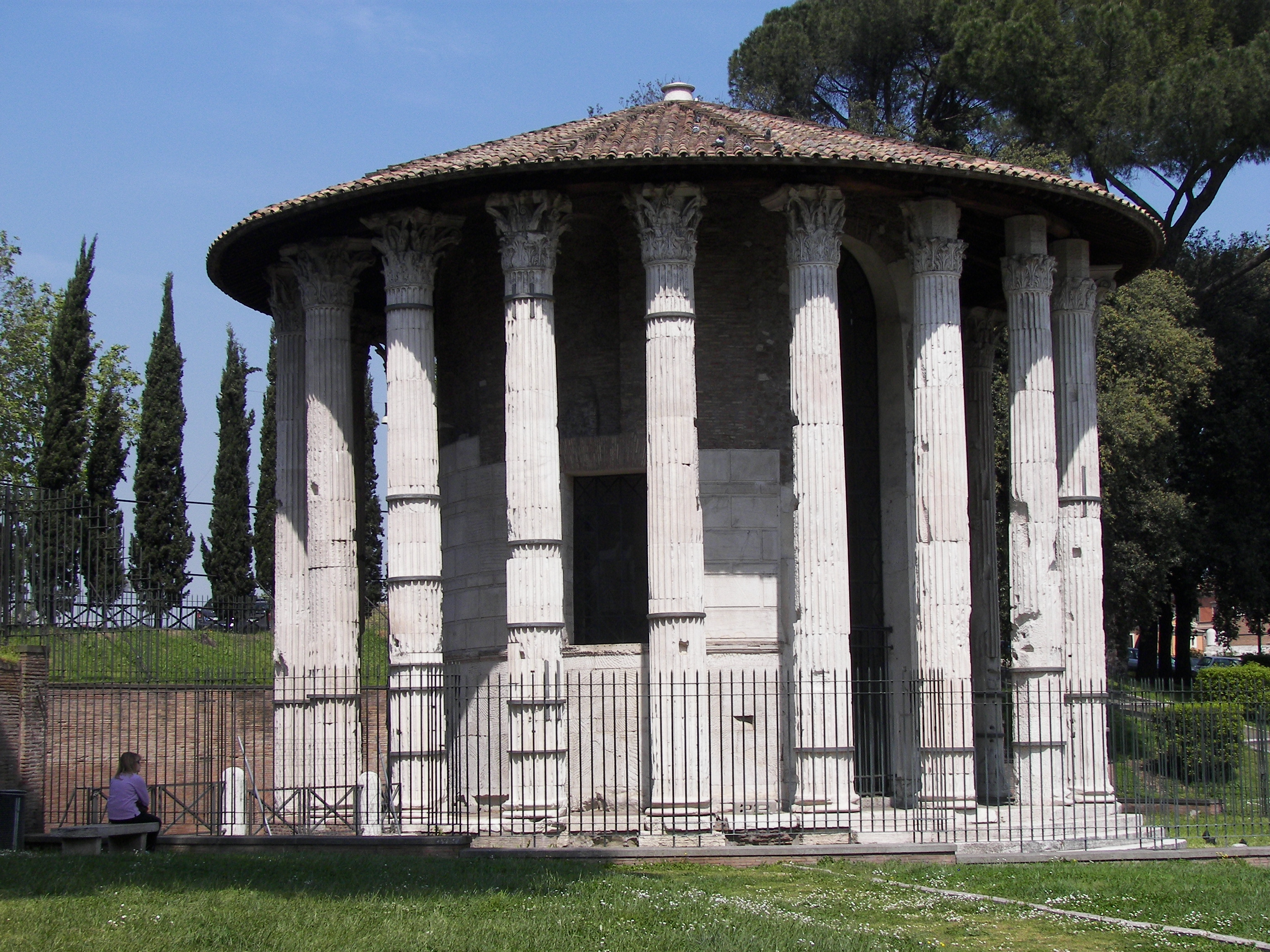
Temple d'Hèrcules Víctor, al Fòrum Boari de Roma
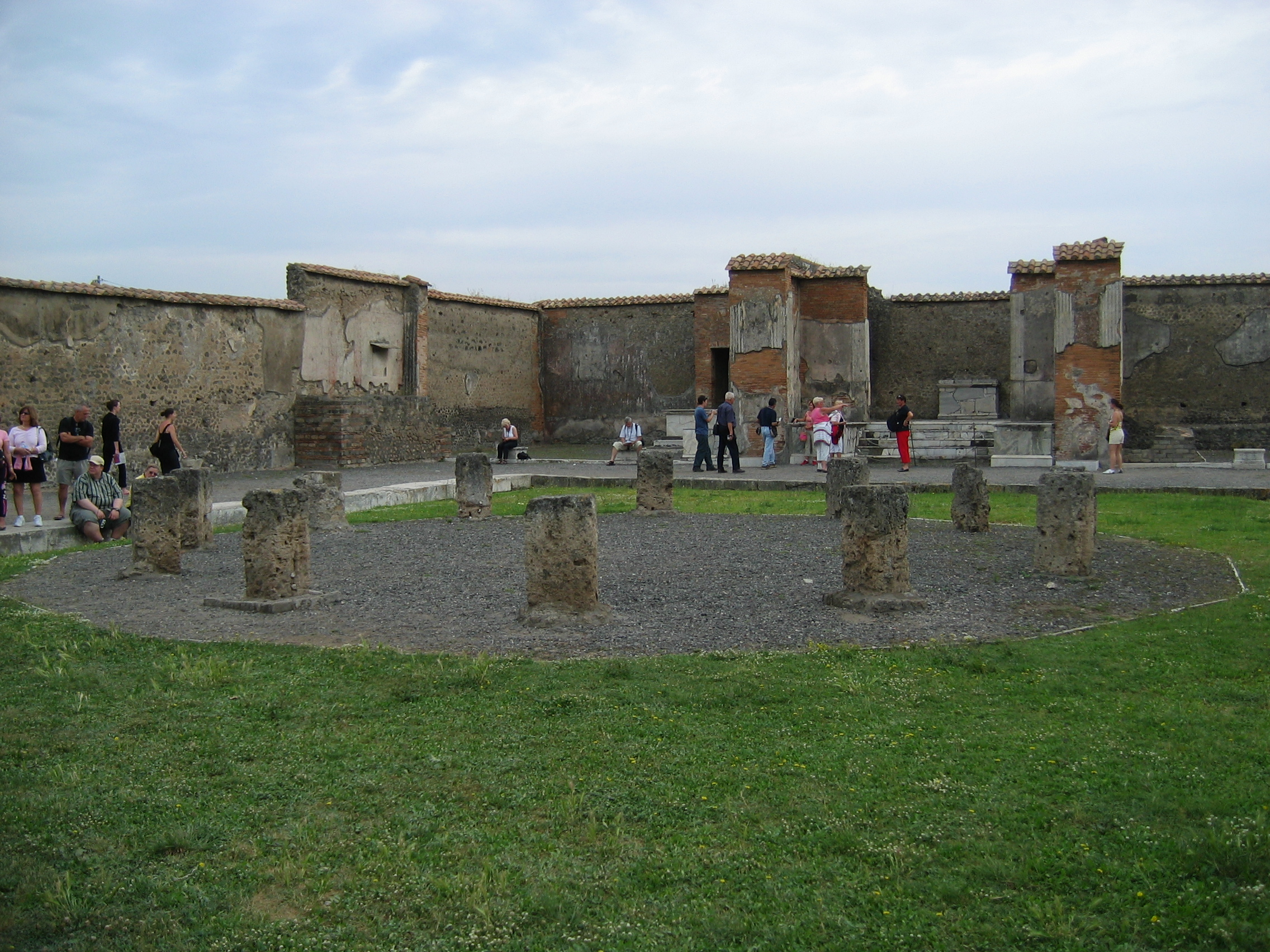
Macèl·lum de Pompeia

Marc Vitruvi Pol·lió a la seva De architectura defineix per complet la tipologia definint la nomenclatura que serà represa en el període classicista, arribant fins avui, i classificant-la entre les excepcions en els casos d'edificis religiosos.
També cal destacar que a l'arquitectura romana, la tipologia de temples de planta circular i longitudinal es va unir admirablement al Pànteon, que, tanmateix, precisament degut a la seva planimetria articulada i a l'absència de columnes circulars, no pot ser considerat com un temple monòpter.
Però l'estructura monòptera no es va fer servir només per a estructures religioses; a les ciutats romanes podem trobar que als patis interiors dels macèl·lum s'instal·laven aquestes estructures com a àrea de reunió.

## Temples monòpters en època moderna
Durant el Renaixement, el redescobriment de l'arquitectura antiga va portar a la construcció del Templet de San Pietro in Montorio (1502), obra de Bramante, descrit com «el primer monumument del ple renaixement en contrast amb el protorrenaixement, i és un veritable monument, encara que és una realització més plàstica que estrictament arquitectònica».

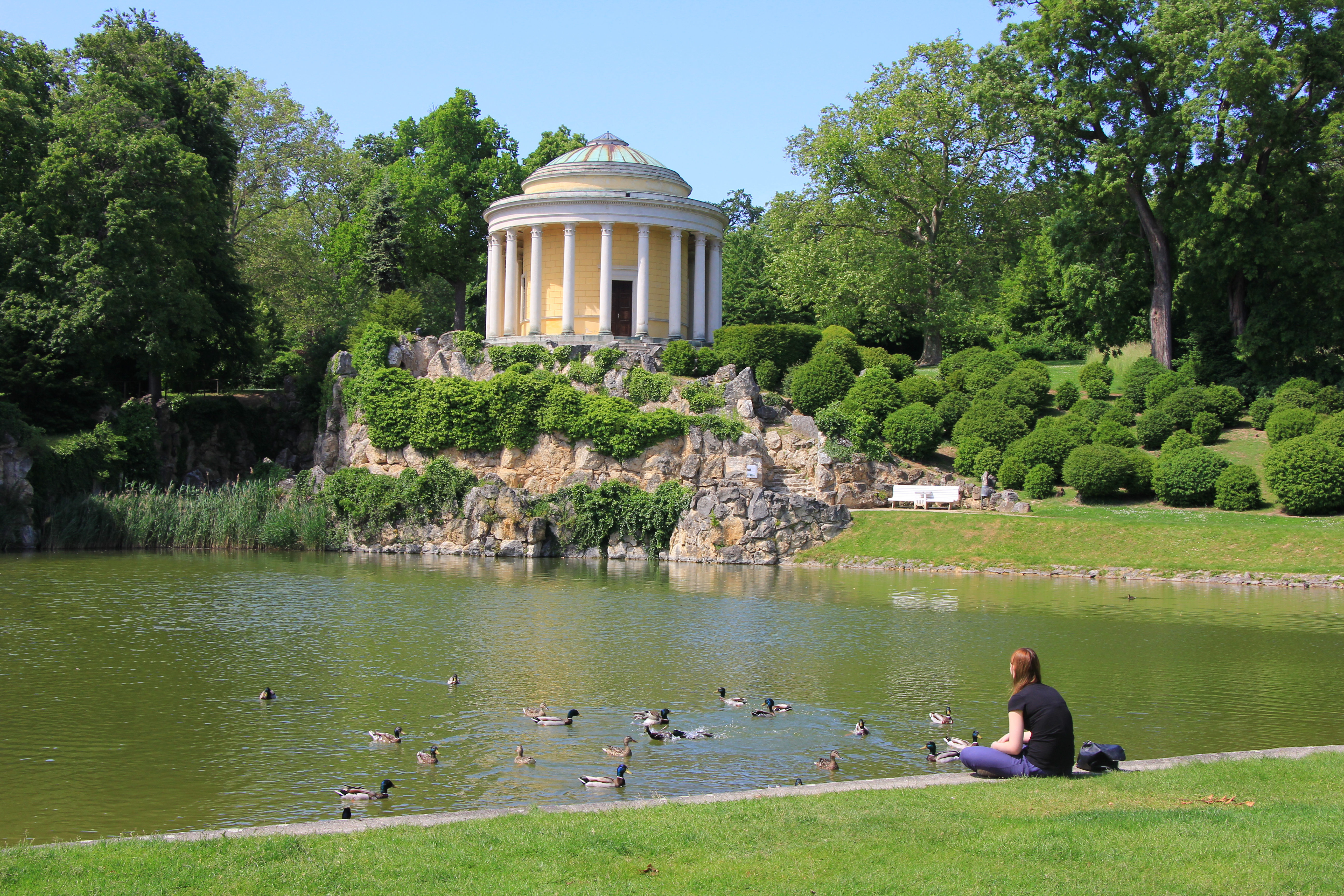
El temple Leopoldina (1818-1819) al parc del palau Esterházy
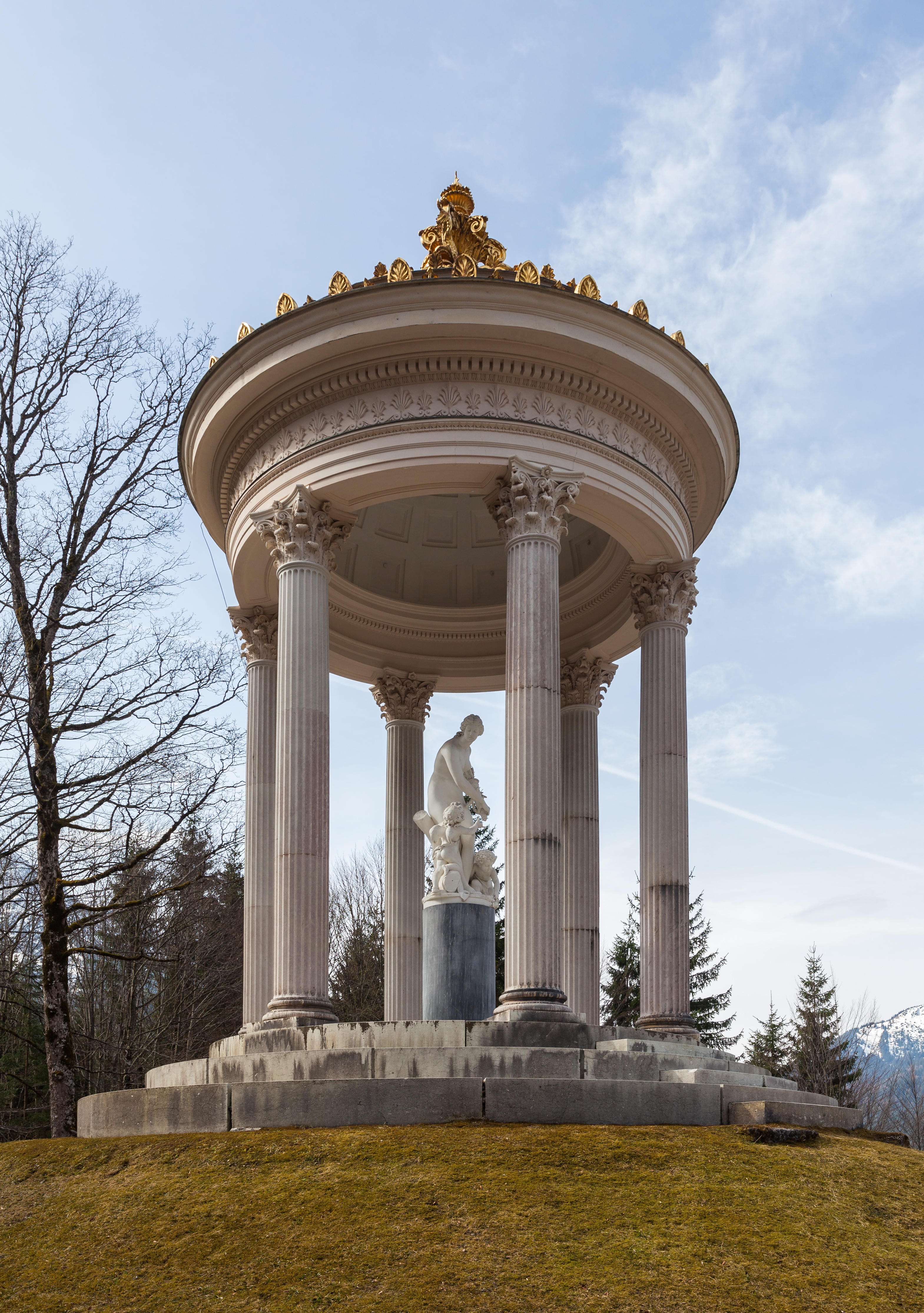
Monòpter a Baviera, Alemanya

Al segle xvi, els èxits d'aquesta tipologia, tan importants per aclarir la relació amb l'antiguitat, van ser pocs però significatius (el Santuari de Santa Maria della Pace, anomenat «Madonna di Campagna», de Michele Sanmicheli), mentre que van ser més nombrosos les representacions pictòriques (Les esposalles de la Verge de Raffaello Sanzio).

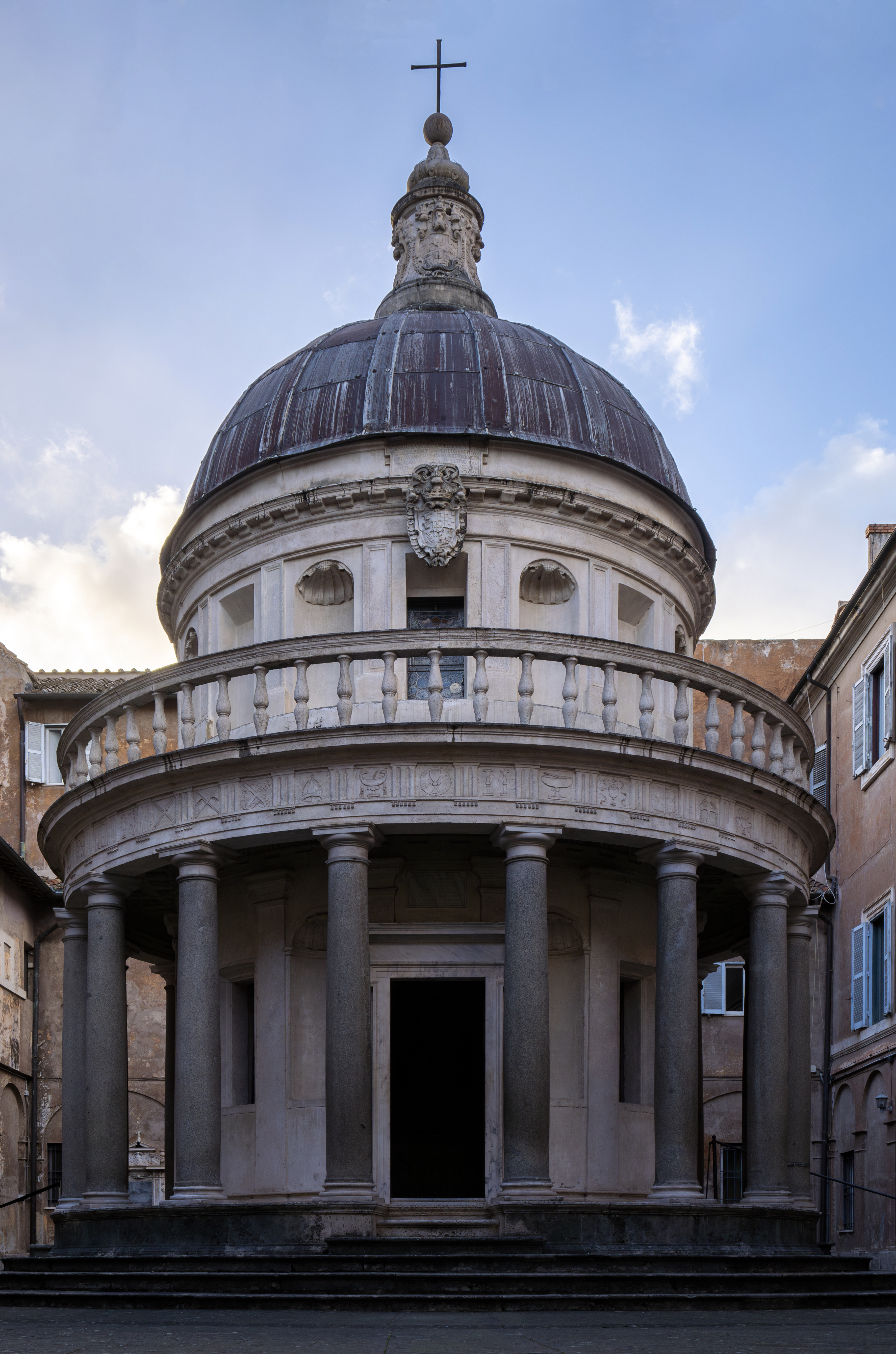
Templet de San Pietro in Montorio, Roma
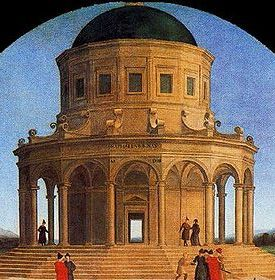
Detall de Les esposalles de la Verge (1504), de Raffaello Sanzio
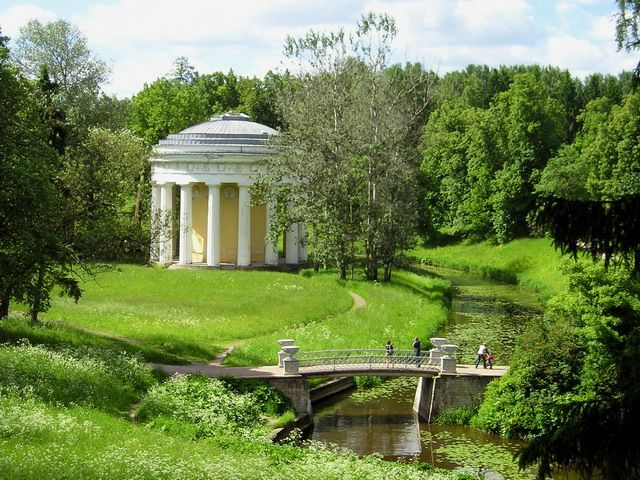
Monòpter al parc de Pàvlovsk
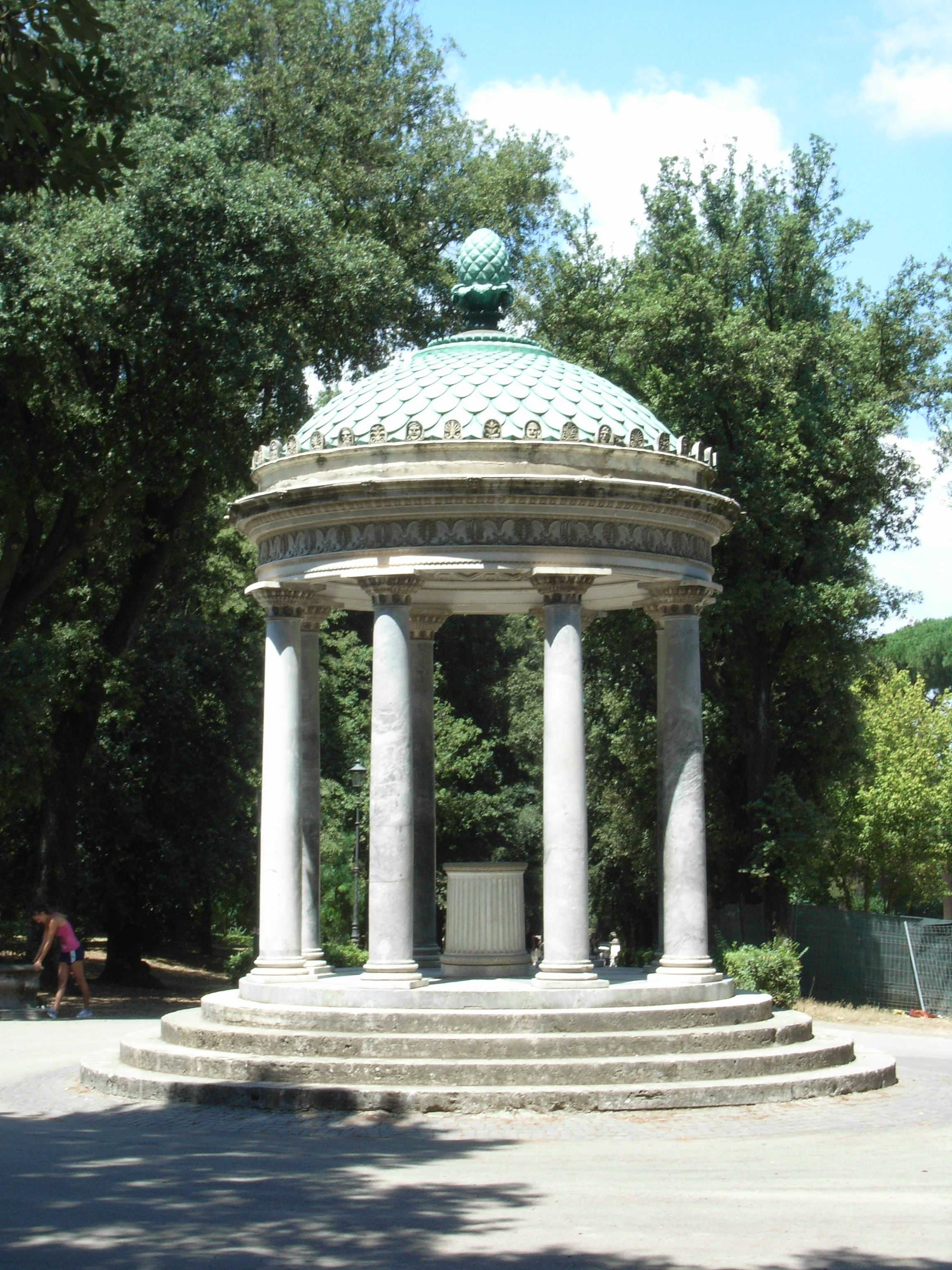
Temple de Diana de la Villa Borghese, Roma

Més tard, especialment en el període neoclàssic, els temples monopters van ser utilitzat molt sovint per adornar els vasts jardins dels segles xviii i xix; és el cas, per exemple, de l'anomenat Temple de la Virtut Antiga que William Kent va construir a Buckinghamshire el 1734, inspirant-se en el propi esquema d'Andrea Palladio per al Temple de Vesta a Tívoli.

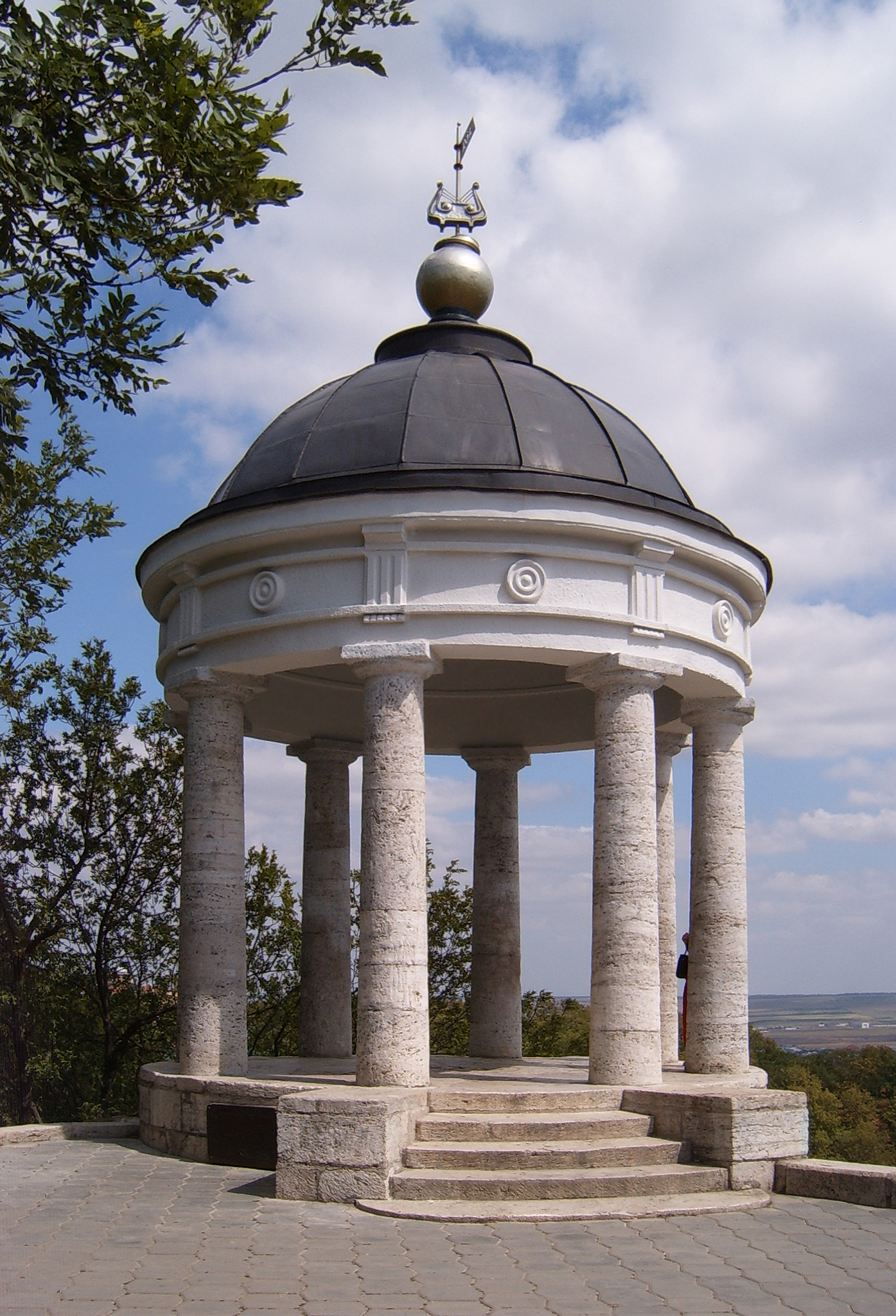
Monòpter al krai de Stàvropol, Rússia
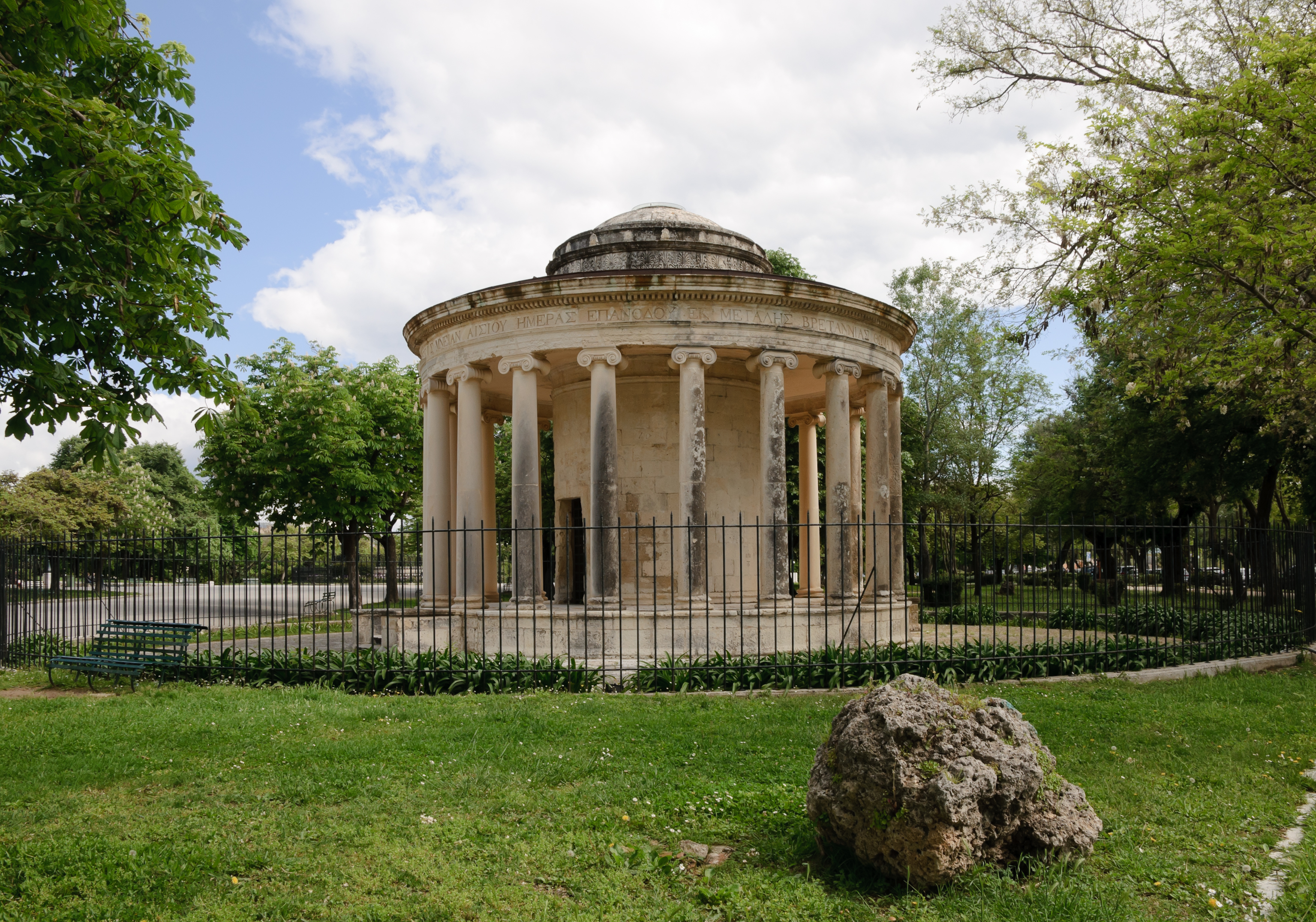
Monòpter a Corfú
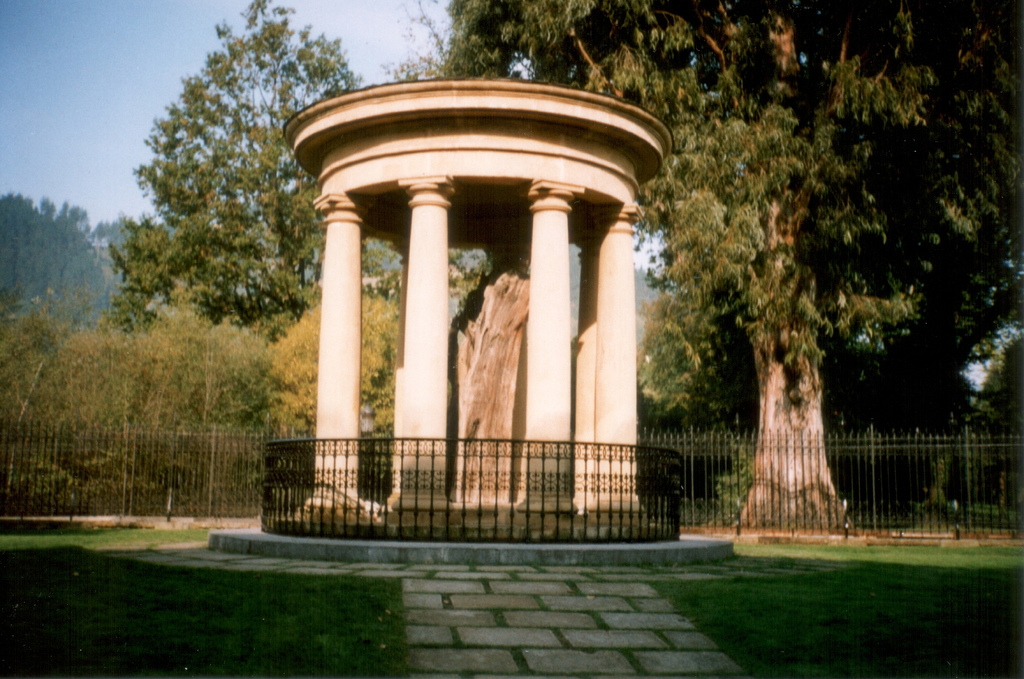
Monòpter protegint el tronc de l'arbre vell de Gernika
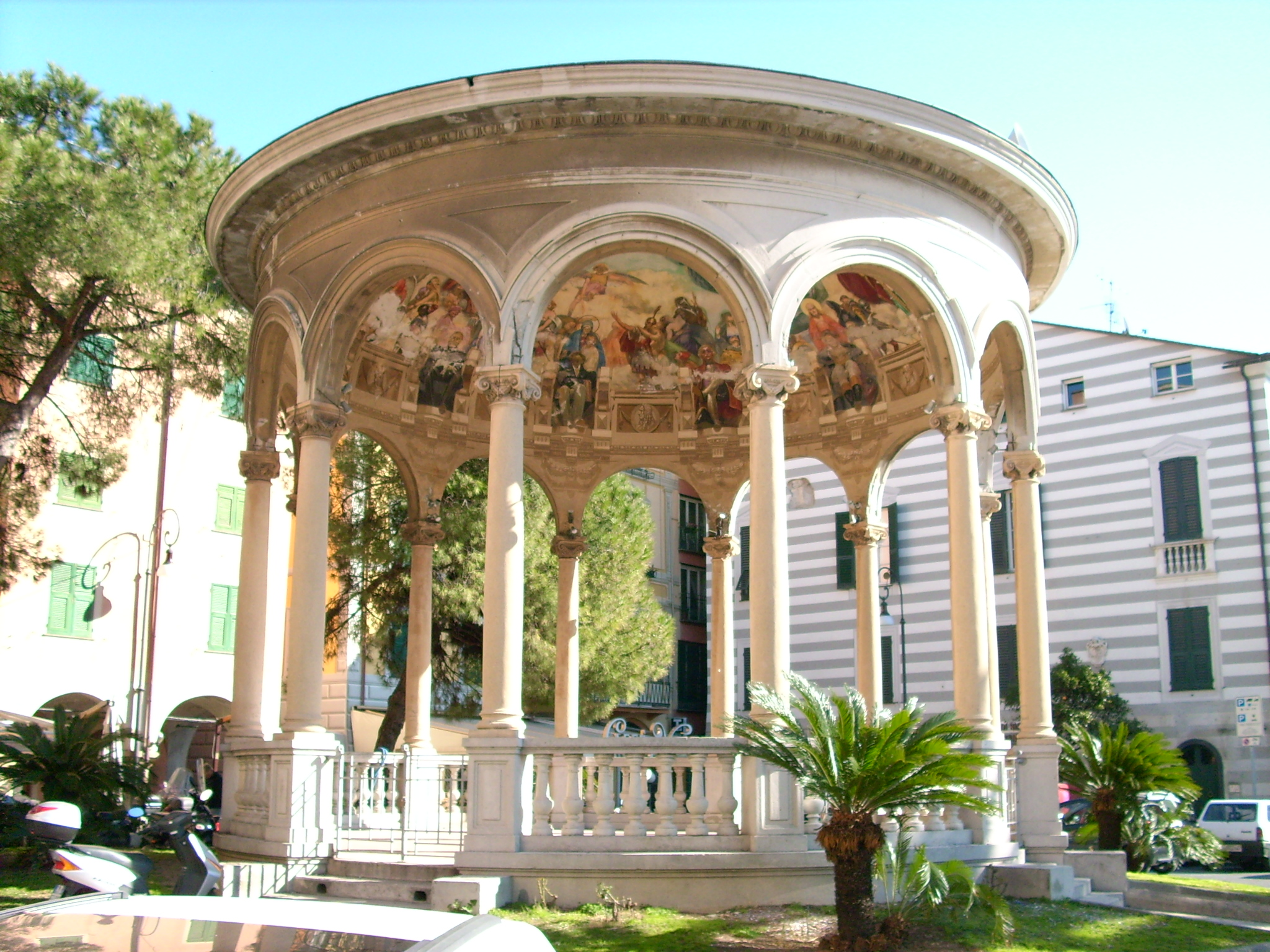
Quiosc de música a Rapallo

Un dels pocs exemples en què el model circular va ser utilitza per a l'arquitectura pública va ser la Barrière de Chartres, dissenyada per Claude-Nicolas Ledoux el 1785. Un altre exemple important és el temple que l'arquitecte escocès Charles Cameron va erigir als jardins del Palau Pàvlovsk, el primer temple dòric de tota Rússia.

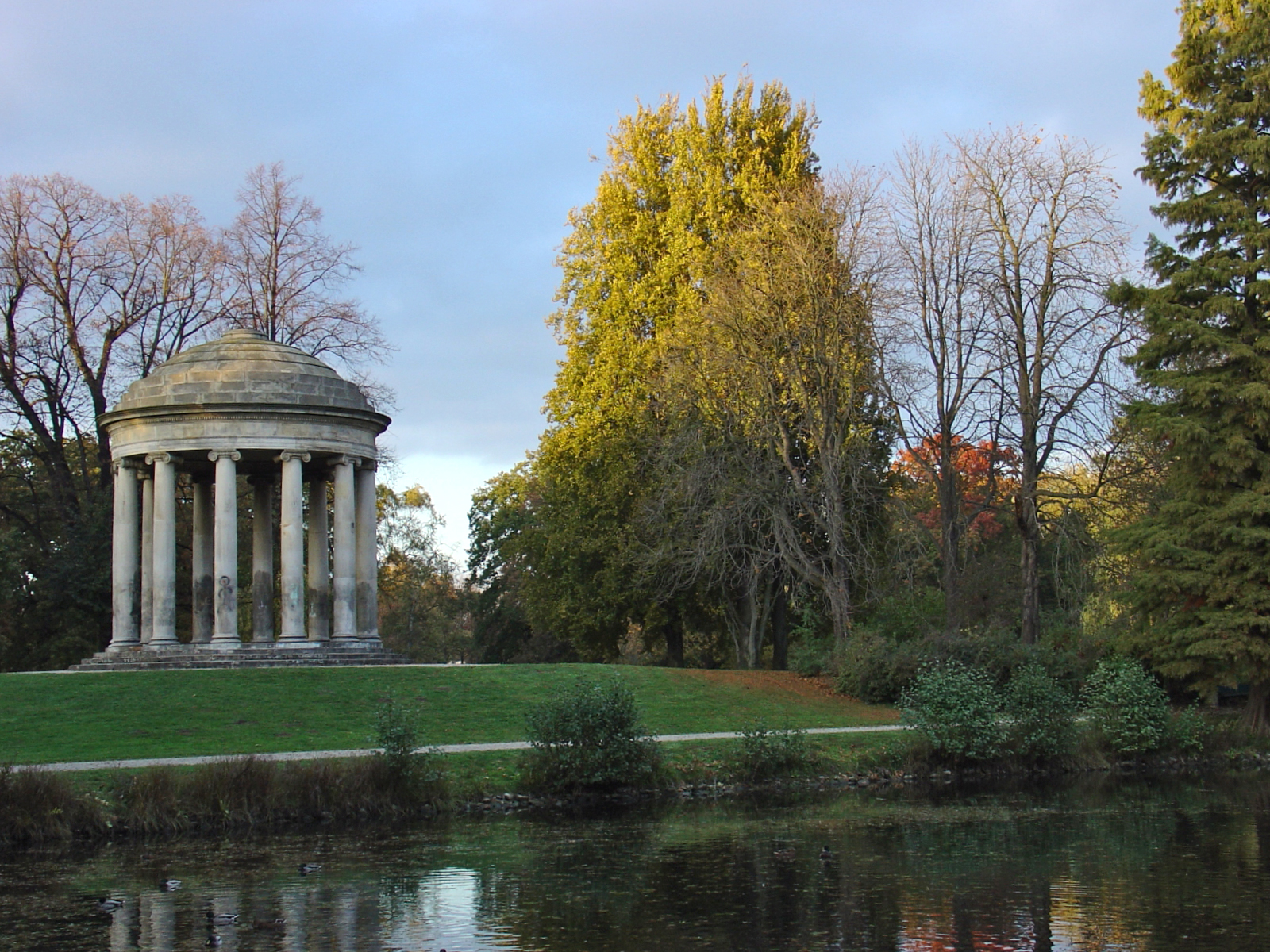
El Temple Leibniz al Georgengarten, Hannover
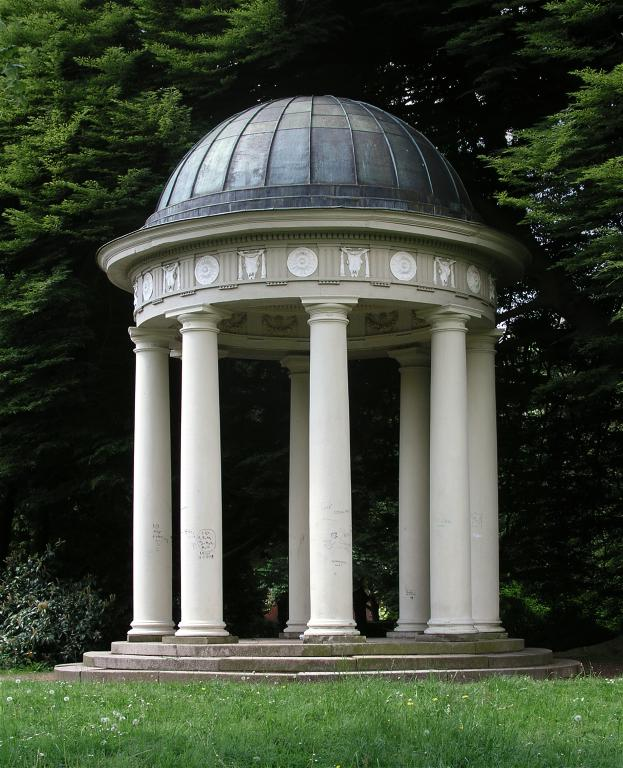
Monòpter al parc del castell Eutin (de C.F. Hansen, 1796)
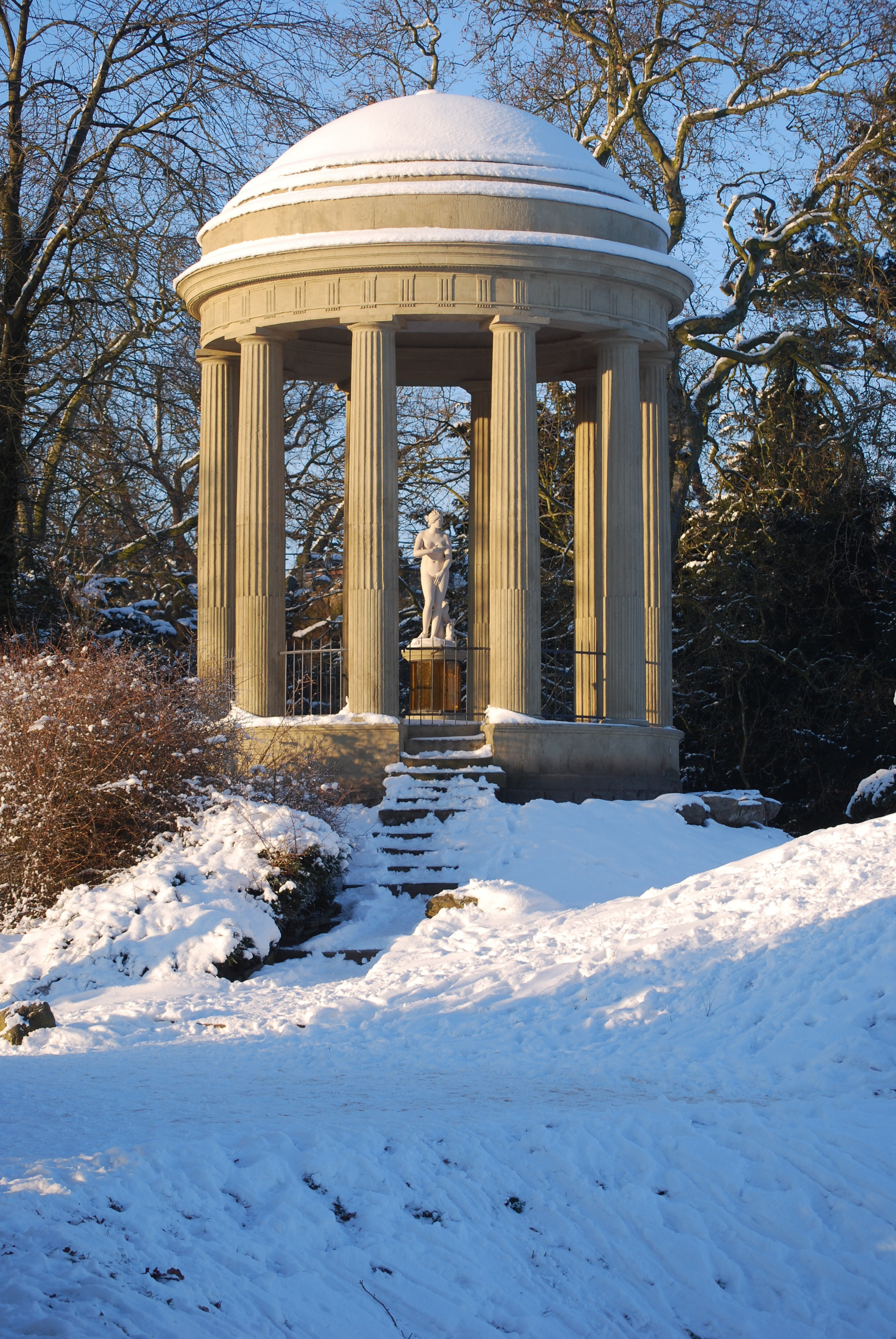
Temple de Venus al Wörlitzer Park, Alemanya